# Terminbörse
Eine Terminbörse (auch Derivatebörse oder Optionsbörse) ist eine Börse, an der Termingeschäfte (Futures  und Optionen) gehandelt werden.
Die Verträge werden meist Kontrakte genannt, die Marktteilnehmer auch Kontrahenten. Beim Geschäftsabschluss erfolgt noch keine gegenseitige Erfüllung, sondern die Abwicklung findet erst in der Zukunft statt. Im Gegensatz dazu steht die Kassabörse, wo die Erfüllung des geschlossenen Vertrages „sofort“ stattfindet, das heißt mindestens innerhalb von zwei Handelstagen.
Die Terminbörse ist eine reine Computerbörse, bei der als Marktteilnehmer lediglich Börsenhändler und Market Maker fungieren. Anders als an Präsenzbörsen gibt es bei Terminbörsen also keine Skontroführer.

## Rechtslage in Deutschland
Das Börsengesetz (BörsG) unterscheidet in § 2 BörsG zwischen Wertpapierbörsen und Warenbörsen, wobei letztere gemäß § 2 Abs. 3 BörsG für Warentermingeschäfte (Commodities) nach § 2 Abs. 5 WpHG, Frachtsätze, Klima- oder andere physikalische Variablen (Wetterderivate), Inflationsraten oder andere volkswirtschaftliche Kennzahlen oder sonstige Vermögenswerte, Indices oder Messwerte als Basiswerte oder Derivate zuständig sind.

## Heutige Situation
Die größten und wohl auch bekanntesten Terminbörsen sind die deutsch-schweizerische EUREX, die Chicago Mercantile Exchange (CME) zu der auch seit 2007 die Chicago Board of Trade (CBoT) gehört, und die London International Financial Futures Exchange (LIFFE). Neben weiteren großen Terminbörsen (allein acht in den USA) existieren zudem in vielen Ländern zahlreiche Terminbörsen mit ausschließlich regionaler Bedeutung.
In Deutschland existiert neben der EUREX noch die EEX (European Energy Exchange) in Leipzig. Bis 2009 wurde zudem an der RMX Risk Management Exchange AG Hannover gehandelt, deren Börsenträger dann jedoch seine Börsenzulassung zurückgab.
Zweck einer Börse ist die zeitliche und örtliche (bzw. in jüngster Zeit auch virtuelle) Konzentration des Handels und damit die Steigerung der Effizienz und der Marktliquidität, die Verringerung der Transaktionskosten sowie der Schutz vor Manipulationen. Darüber hinaus bewirkt die Publizität des Marktgeschehens eine spürbare Senkung der Informationskosten.

### Handelsstärkste Kontrakte
Die gehandelten Future-Kontrakte an den Terminbörsen sind:
- Chicago Mercantile Exchange (CME): Eurodollar, S&P 500, Währungsfutures (Euro, Yen, Schweizer Franken, Pfund-Sterling)
- Chicago Board of Trade (CBOT): US Treasury Bonds/Notes
- Eurex: Futures und Optionen auf Aktien, Aktienindizes und Anleihen
- London International Financial Futures Exchange (Euronext.LIFFE): Euribor, 3M-Sterling, Long Gilt, Financial Times Index
- Marché à Terme International de France (MATIF), Euronext
- Singapore Exchange
- EEX: Strom, CO2-Emission, Kohle, Gas

### Marktübersicht
Die weltweit größten Derivatebörsen nach Handelsvolumen (EUR pro Jahr) sind:
1. CME Gruppe – 3,28 Mrd.
2. Eurex (inkl. ISE) – 3,17 Mrd.
3. Korea Exchange – 2,87 Mrd.
4. NYSE Euronext – 1,68 Mrd.
5. CBOE (inkl. CFE) – 1,19 Mrd.

Den Versuch, die Vormachtstellung der amerikanischen CME (samt früherer CBOT) zu durchbrechen, unternahmen bisher verschiedene Handelssysteme mit nur bedingtem Erfolg. Die Fixed-Income-Spezialisten der BrokerTec nahmen 2001 ein Handelssystem namens „BrokerTec Futures Exchange“ in Betrieb, stellte diesen mangels Liquidität im Handel jedoch 2003 wieder ein. Auch die dominierende europäische Börse Eurex unternahm 2004 mit „Eurex US“ einen vergeblichen Markteintrittsversuch. Jüngster Wettbewerber auf dem amerikanischen Terminmarkt ist die ELX Futures, die ihren Handelsbetrieb im Juli 2009 aufnahm mit dem Ziel, der CME signifikante Marktanteile abzugewinnen.